# Jazz (Matisse)
Jazz è un libro d'artista del pittore Matisse contenente XX tavole e scritto a pennello, per un totale di circa 150 pagine, pubblicato nel 1947 da Editions Tériade con tiratura di 250 esemplari.
Esso è stato creato con una tecnica particolare di decoupage chiamata papiers découpés. Matisse ha realizzato questo libro d'artista negli ultimi anni della sua vita quando, costretto in carrozzina, sperimenta un nuovo modo di dipingere: ritaglia carte colorate, che gli permettono di disegnare nel colore. Questo modo di dipingere viene denominato "papiers découpés" o tecnica del "dipingere con le forbici".  
L'editore della rivista "Verve", Emanuel Tériade, invita Matisse a radunare i suoi disegni e i suoi pensieri in un libro che verrà stampato con una tiratura limitata di 250 copie.
Venti immagini, rese perfettamente: venti litografie intervallate da centotrenta pagine di testo, scritto in corsivo con un sottile pennello intriso di inchiostro nero.
Frasi e pensieri che, come disse l'artista, "si possono leggere o non leggere", ma che servono come "sfondo sonoro", per far risaltare le immagini.
"Come gli aster - spiega ancora Matisse - servono in un bouquet per far risaltare gli altri fiori".
"Queste immagini dai colori vivi e violenti sono nate dalla cristallizzazione dei ricordi del circo, dei racconti popolari, o di viaggio", - spiegherà Matisse, a proposito di Jazz- "Ho fatto queste pagine scritte per smorzare le reazioni simultanee delle mie improvvisazioni cromatiche e ritmate, pagine che formano come uno « sfondo sonoro» che le sorregge, le circonda e ne protegge così la particolarità." Alcune tavole, come "Icaro" o "Il Mangiatore di spade", sono diventate vere e proprie icone dell'arte moderna.Fu realizzato nel novecento.

## Tavole
I. Il clown
II. Il circo
III. Signor Loyal (Domatore del circo)
IV. L'incubo dell'elefante bianco
V. Il cavallo, la cavallerizza ed il clown
VI. Il lupo
VII. Il cuore
VIII. Icaro
IX. Forme
X. La sepoltura di Pierrot
XI. I Codomas
XII. La nuotatrice nell'acquario
XIII. Il mangiatore di spade
XIV. Il cow-boy
XV. Il lanciatore di coltelli
XVI. Il destino
XVII. La laguna (1)
XVIII. La laguna (2)
XIX. La laguna (3)
XX. Lo scivolo